# Cyrtodactylus sumonthai
Cyrtodactylus sumonthai este o specie de șopârle din genul Cyrtodactylus, familia Gekkonidae, ordinul Squamata, descrisă de Rudolf Bauer în anul 2002. Conform Catalogue of Life specia Cyrtodactylus sumonthai nu are subspecii cunoscute.